# Pilotrochus besmerus
Pilotrochus besmerus är en myrart som beskrevs av Brown 1978. Pilotrochus besmerus ingår i släktet Pilotrochus och familjen myror. Inga underarter finns listade i Catalogue of Life.

## Bildgalleri

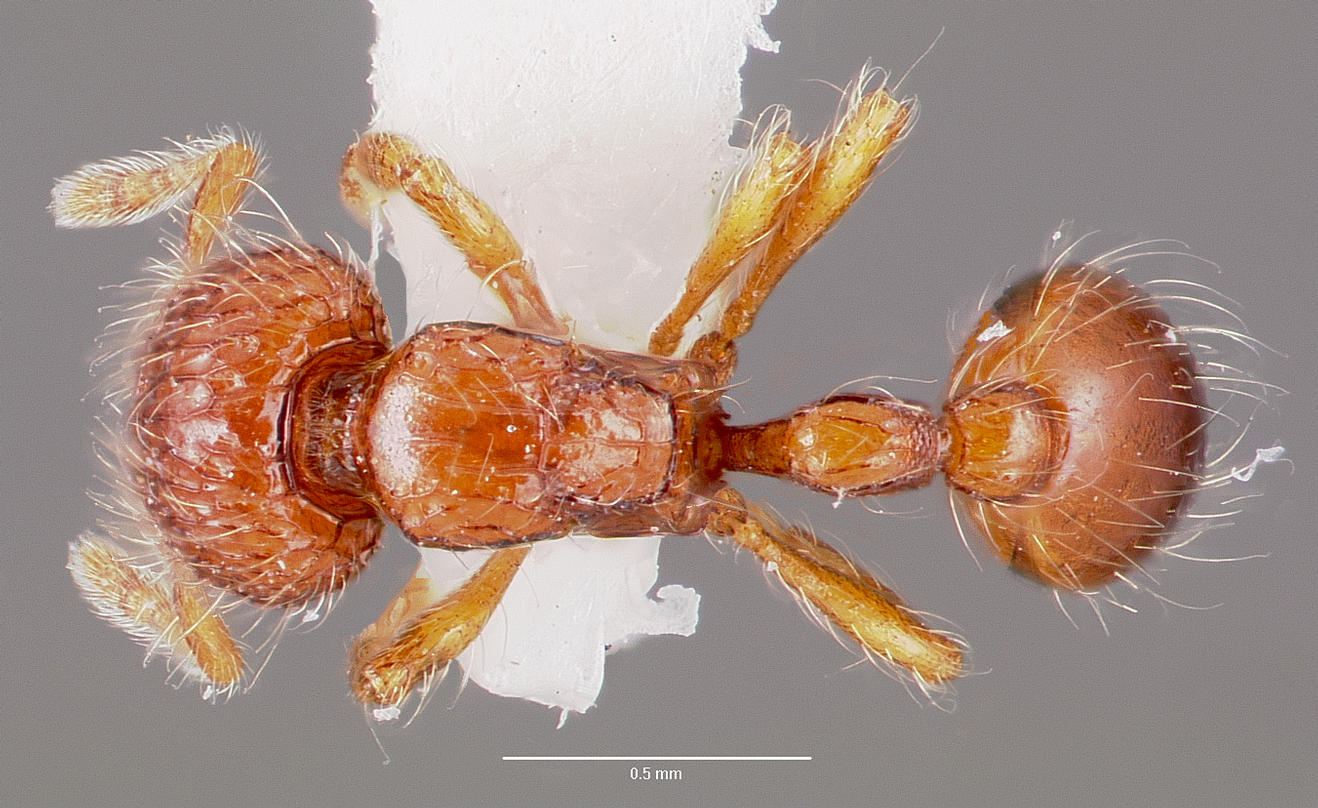
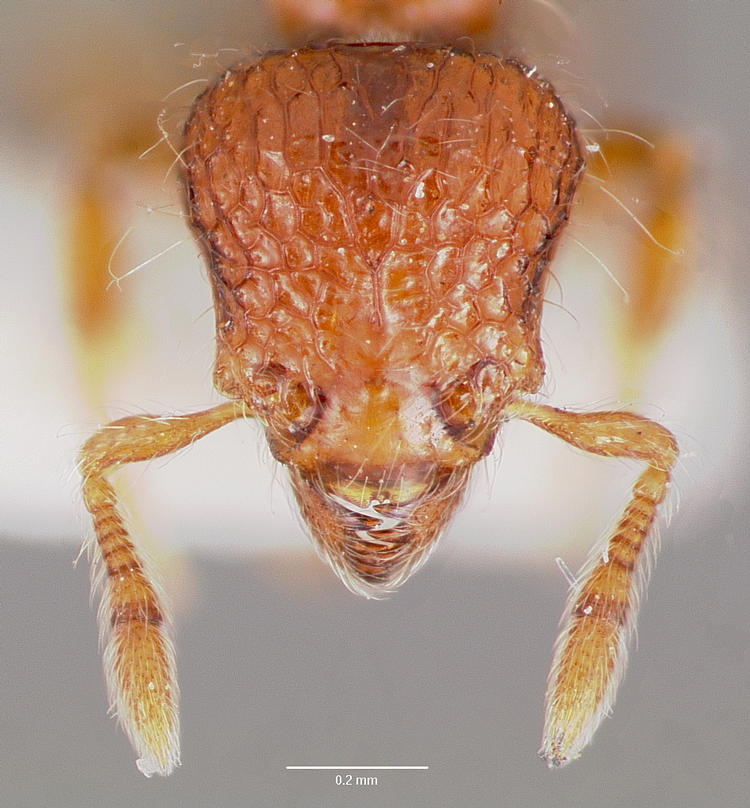
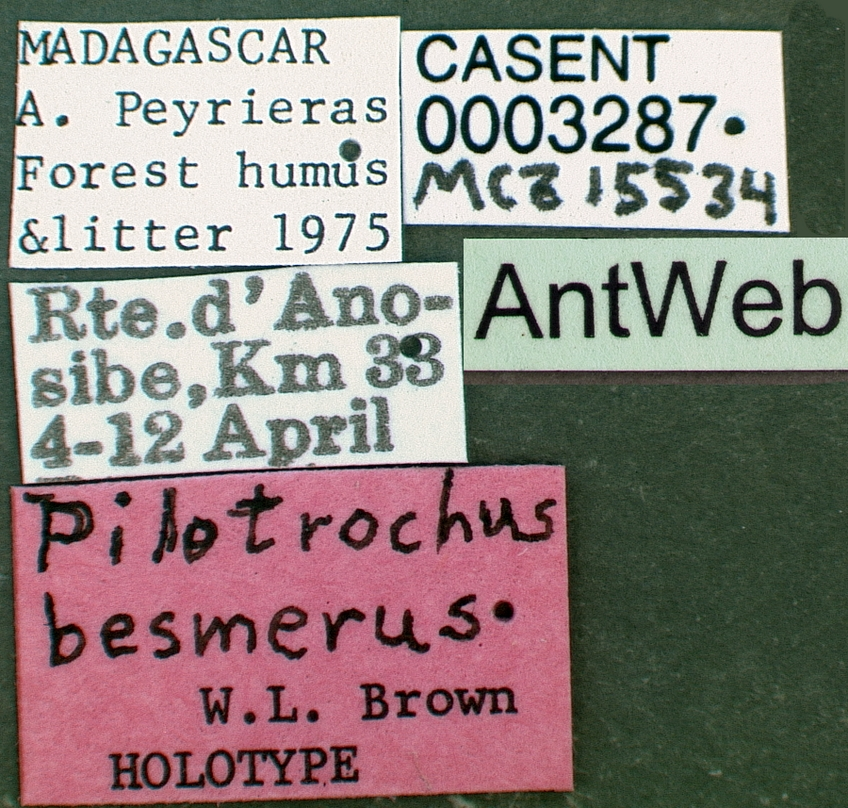
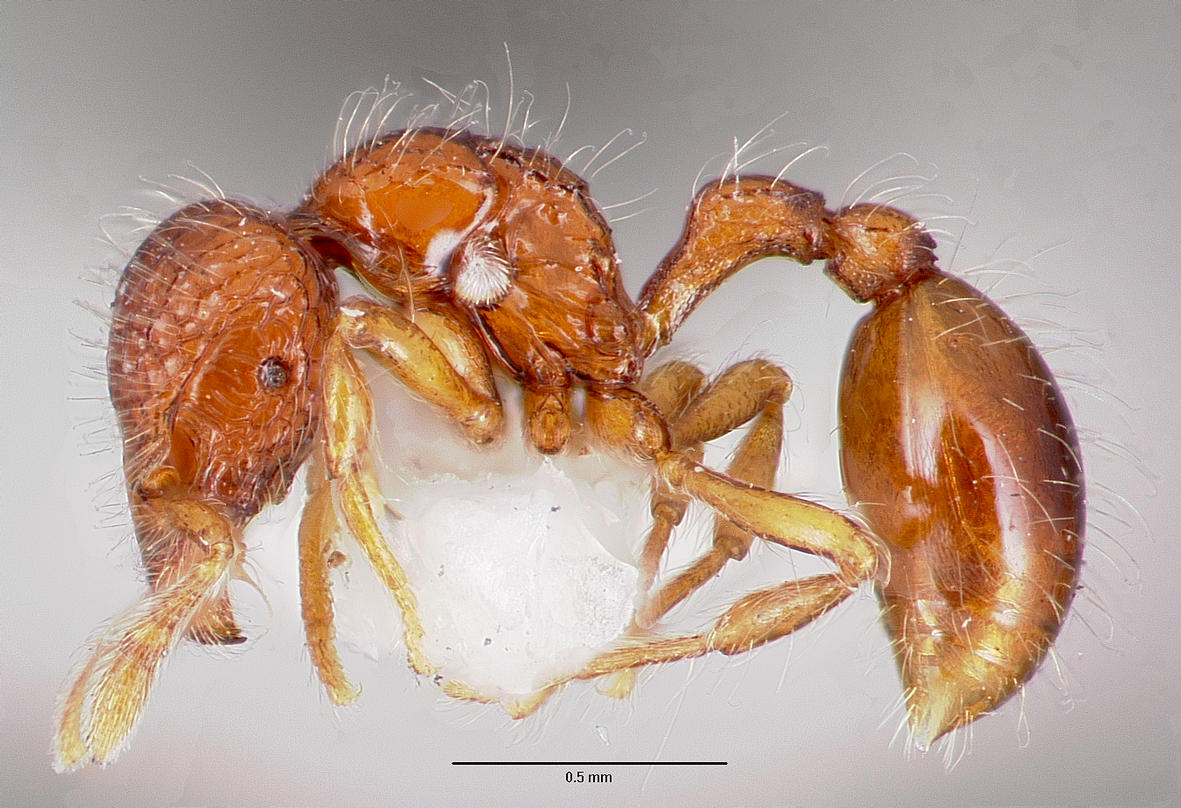
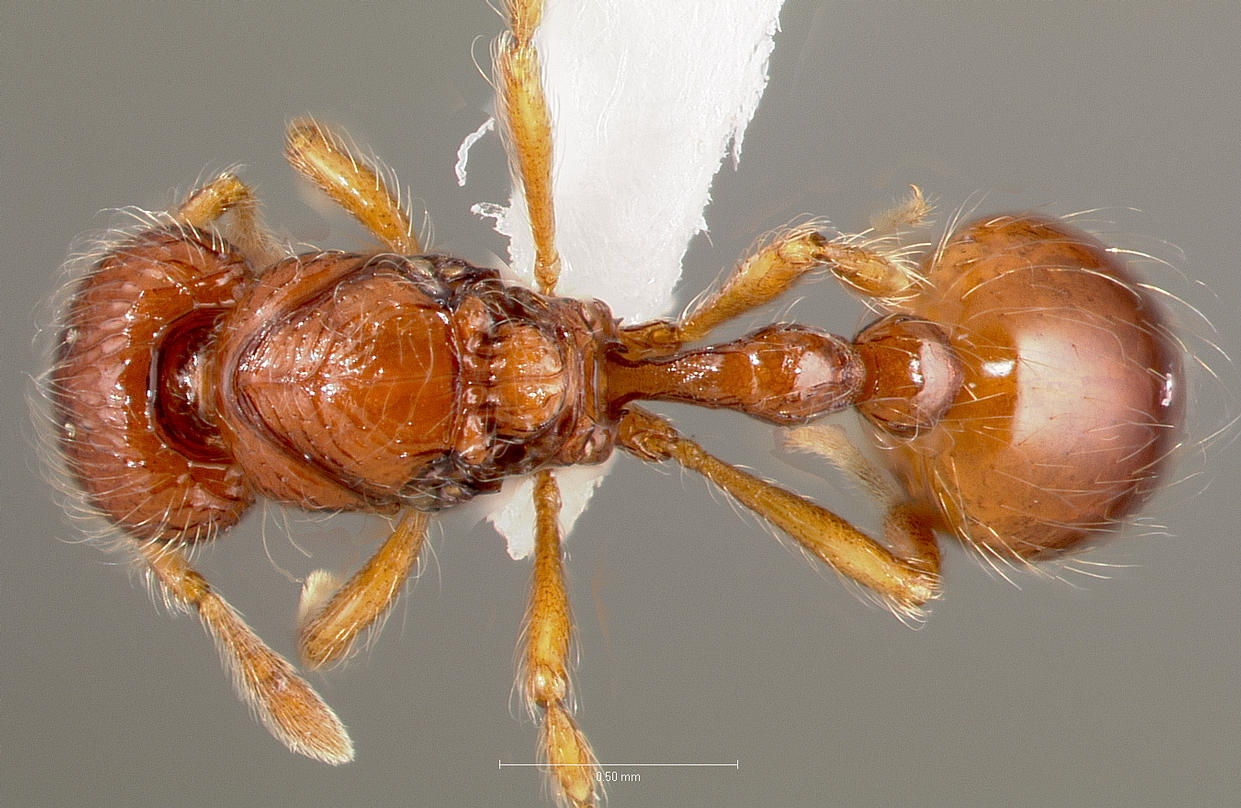
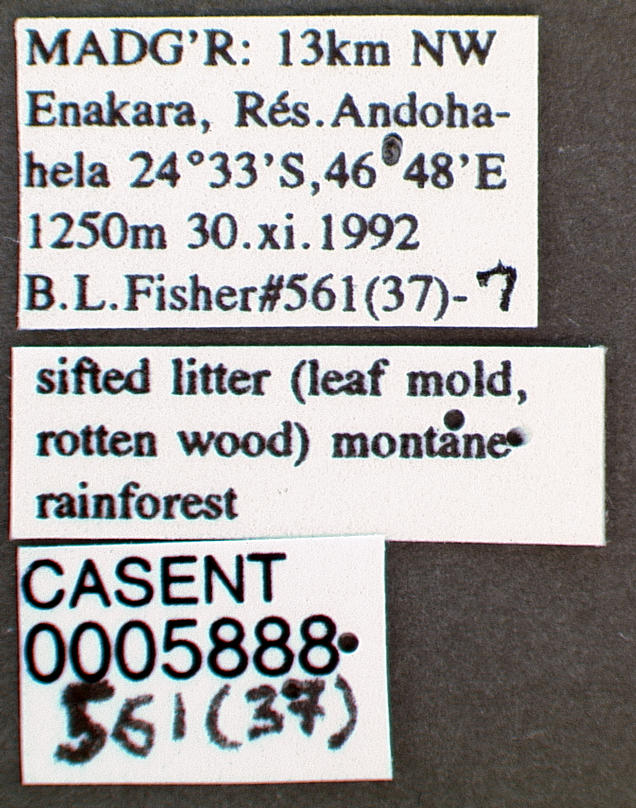